# The Longest Daycare
The Longest Daycare – amerykański animowany film krótkometrażowy w technice 3D z 2012 r., w reżyserii Davida Silvermana. Film miał swoją premierę 13 lipca 2012 r. Był nominowany w 2013 r., do Oscara w kategorii najlepszy krótkometrażowy film animowany podczas 85. ceremonii wręczenia Nagrody Amerykańskiej Akademii Filmowej, przegrywając z Papermanem. W tym samym roku był także nominowany do Annie Award w kategorii najlepszy krótkometrażowy film animowany i także przegrał z Papermanem.
Swoją premierę miał na pokazie filmu Epoka lodowcowa 4: Wędrówka kontynentów. Trwa 4,5 min. W filmie żadna z postaci nie mówi.

## Fabuła
Bohaterką filmu jest mała Maggie Simpson znana z kultowego serialu The Simpsons. Akcja dzieje się w przedszkolu gdzie mała Maggie przywieziona przez swoją mamę Marge poddawana jest różnym dziwnym czynnościom zakończonych pomiarem poziomu inteligencji sklasyfikowanej jako przeciętna. Następnie dziewczynka trafia do grupy dzieci przeciętnych. Tam obserwuje jak jej rówieśnik – Gerald, zabija dwa motyle, uderzając je młotkiem. W tym samym momencie Maggie znajduje małą gąsienicę, którą ukrywa przed chłopcem, a następnie w książce o cyklu życia motyli odkrywa iż gąsienica w przyszłości będzie motylem. Zdając sobie sprawę, że gąsienicę (teraz już poczwarkę) również może spotkać los dwóch motyli, stara się ją chronić przed Gerardem. Chłopiec goni Maggie, która ucieka z poczwarką, a gdy dopada dziewczynkę ta wypuszcza motyla, który leci w kierunku okna. W tym momencie chłopiec spuszcza na niego rolety i zdaje się zabić motyla. Na twarzy dziewczynki maluje się wielka tragedia. W tej samej chwili zjawia się Marge i zabiera córkę, w scenie finałowej okazuje się, iż śmierć motyla była podstępem Maggie, i motyl był cały czas na jej głowie, a chłopiec zgniótł roletą kokardę do włosów – dziewczynki.